# Вилчанка
Вилча́нка (болг. Вълчанка) — село в Кирджалійській області Болгарії. Входить до складу общини Кирково.

## Населення
За даними перепису населення 2011 року у селі проживали 155 осіб, з них 152 особи (99,3%) — турки.
Розподіл населення за віком у 2011 році:
Динаміка населення: